# Révolte d'Oaxaca
 (septembre 2008).
Si vous disposez d'ouvrages ou d'articles de référence ou si vous connaissez des sites web de qualité traitant du thème abordé ici, merci de compléter l'article en donnant les références utiles à sa vérifiabilité et en les liant à la section « Notes et références ».
 (septembre 2016).
Améliorez-le ou discutez des points à vérifier. 

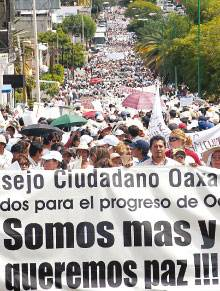
Manifestation organisée le 7 novembre 2006 par l'APPO (Assemblée populaire des peuples d'Oaxaca) sur la route d'Oaxaca à Tehuantepec.

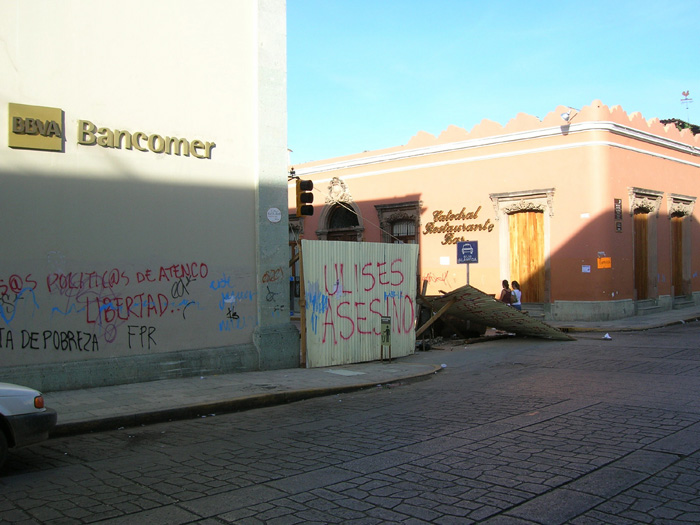
Barricade bloquant une rue et graffiti des manifestants, centre-ville de Oaxaca de Juarez, le 24 juin 2006.

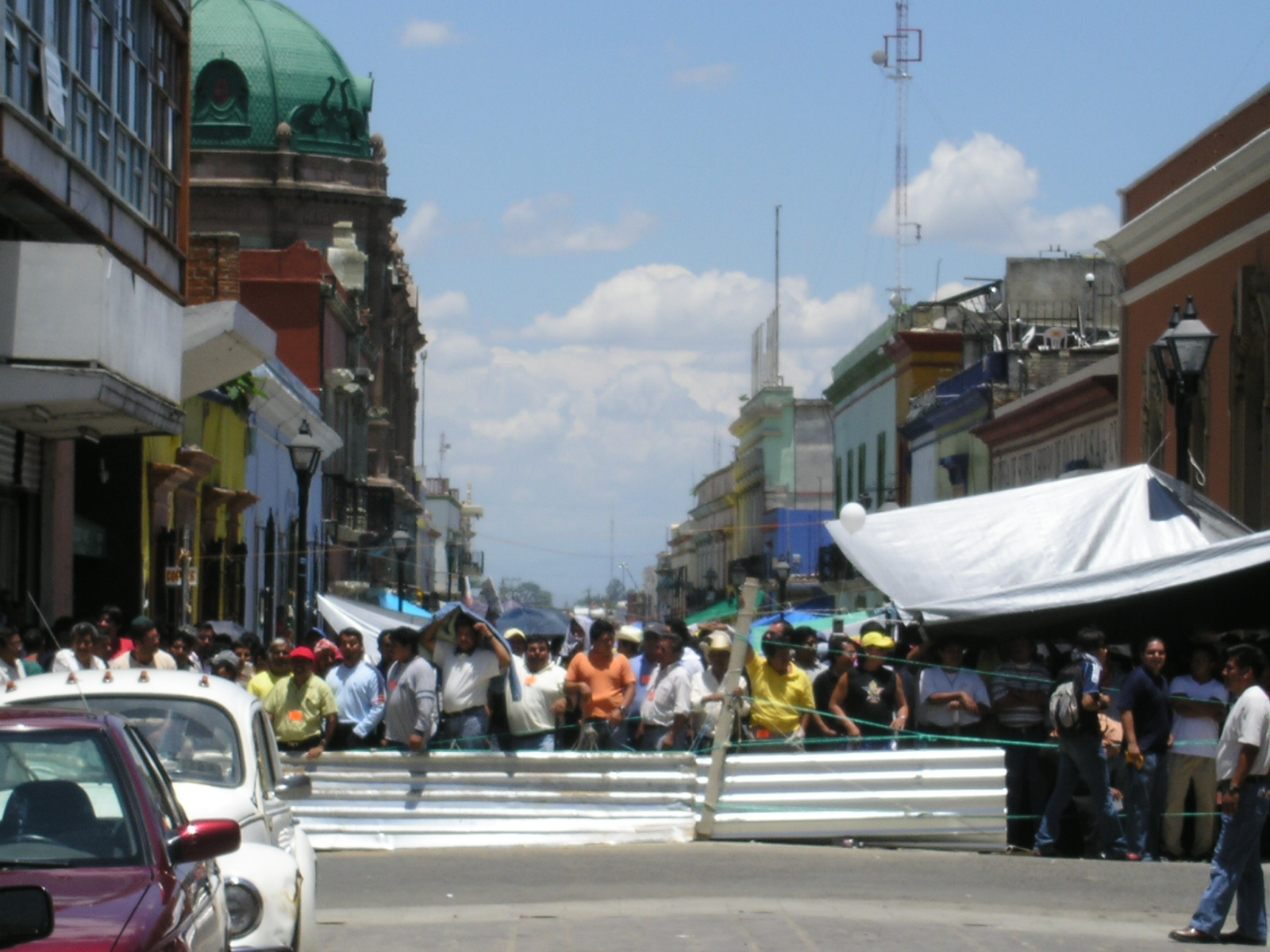
Manifestation en centre-ville du 22 juin 2006.

La révolte d'Oaxaca est une insurrection marquante de la politique du Mexique, durant le second semestre de 2006. Il s'agit à l'origine d'un mouvement protestataire mené par des professeurs d'Oaxaca de Juarez, la capitale de l'État. Le 1er mai 2006, des membres de la section locale du syndicat SNTE remettent au gouverneur de l'État d'Oaxaca, Ulises Ruiz, un document résumant les principales revendications des travailleurs et travailleuses de l'éducation. À partir du 22 mai, face au refus des autorités locales d'accéder à leurs demandes, les professeurs en grève occupent le centre historique de la ville, appuyés par certaines organisations sociales. 
Plus tard en 2006, des affrontements entre les manifestants et des policiers de la Policía Federal Preventiva (PFP) donnent une nouvelle tournure à la protestation. Face à la répression policière, les citoyens de la région non affiliés au syndicat des professeurs rejoignent le mouvement. Aux revendications des professeurs s'ajoutent désormais celles des autres citoyens, donnant une nouvelle tournure au mouvement protestataire, qui passe à être qualifié dans la presse « d'insurrection populaire ».

## Contexte général
La personnalité politique locale, le gouverneur du PRI (Partido Revolucionario Institucional - Parti révolutionnaire institutionnel) Ulises Ruiz Ortiz, dont l'élection, en 2004 a été contesté par d'autres partis politiques [réf. nécessaire]; les reproches concernent des accusations de fraude [réf. nécessaire]lors de cette élection locale et de malversations financières entrant en jeu dans la campagne de Roberto Madrazo Pintado, candidat du PRI, à l’élection présidentielle mexicaine.
Comme pour la révolte du Chiapas, cette situation de confrontation prend naissance dans un contexte régional bien antérieur à son éclatement, dont on ne trouve aucun relais dans les grands médias sauf les sites alternatifs opposés au gouvernement du Parti action nationale (PAN) au niveau national et au PRI au niveau de l'État d'Oaxaca.
Le soulèvement proviendrait d'une situation d'inégalités sociales qui s'est creusée durant les années précédentes[réf. nécessaire].
Selon la chaîne d'information anglaise BBC, à partir du mois de mai 1,3 million d'écoliers n'ont pu se rendre en classe du fait de l'arrêt des cours dans 14 000 lieux d'enseignement.

## Histoire

### Mai: une simple grève salariale
Le 22 mai, commence une grève qui ne concerne que le seul Sindicato Nacional de Trabajadores de la Educación SNTE, dirigé à l'époque par Elba Esther Gordillo (emprisonnée en février 2013 pour le détournement de deux milliards de pesos) par sa section locale (section 22), sur la base de revendications salariales. Emmenés par Enrique Rueda Pacheco, ils réclament une augmentation cadre et s'adressent au gouvernement de l'État d'Oaxaca sachant que ce domaine relève de la compétence de l'État fédéral.
Ces salariés du gouvernement fédéral craignant de perdre leurs acquis sociaux en matières de retraites, soins médicaux, etc. qui leur avaient été concédés durant la longue période où le PRI membre de l'internationale socialiste était au pouvoir au niveau fédéral, par exemple 3 mois de salaire payé (aguinaldo) en plus chaque année alors que la loi sur le travail (article 85) prévoit 15 jours payés, 3 mois de vacances annuels payés alors que la loi sur le travail (article 76) prévoit 6 jours payés.
Ils sont 70 000 à suivre le mouvement (chiffres non officiels), et placent un piquet de grève au beau milieu du centre-ville. Le 2 juin, ils ne seront plus que 30 000 [réf. nécessaire].
Un mouvement mené par les instituteurs occupe pacifiquement la place principale de la ville, la place de la Constitución dite aussi « Zócalo ». Le 14 juin, la police a tenté de les déloger violemment (8 morts, 15 disparus). On peut considérer que cette grève circonscrite à une catégorie professionnelle passe sur un plan beaucoup plus étendu après le 27 juin, date qui voit l'instauration de l'APPO et le déclenchement d'une grève très bien organisée dans l'état entier. Ils demandent la chute du gouverneur en place (Ulises Ruiz Ortiz) et la tenue de nouvelles élections. 

### Juin à août: grève générale des professeurs

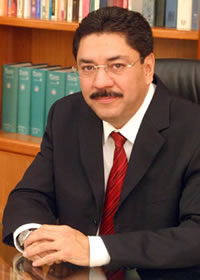
Le gouverneur Ulises Ruiz.

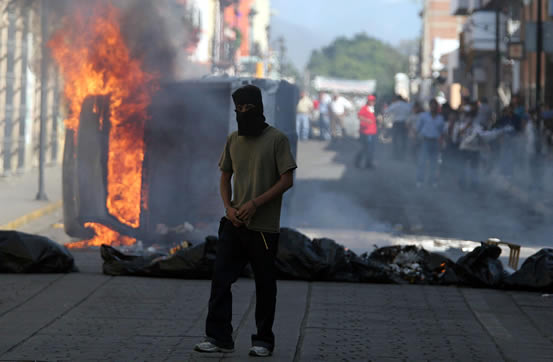
Manifestant dans les rues d'Oaxaca de Juarez en juin 2006.

Du 14 juin, date de l'intervention de la police, jusqu'à début août, le conflit reste relativement peu violent. Puis plusieurs attaques surviennent sur les installations contrôlées par l'APPO, particulièrement les stations de radio. Les individus perpétrant ces attaques sont identifiés comme étant membres d'organisations en faveur du PRI ou membres de la police locale ou les propriétaires de ces radios. Six personnes sympathisantes de l'APPO sont tuées pendant ces attaques, ce sont les premières victimes de ce conflit,.
À partir du 14 juin, la revendication principale des manifestants est devenue la démission du gouverneur de l'État d'Oaxaca, Ulises Ruiz Ortiz, après que ce dernier a envoyé 3 000 policiers dans le centre-ville afin de mettre fin à l'occupation de ce site qui a engendré des heurts entre les professeurs en grève et la police.
Après juin 2006, la révolte s'est étendue a d'autres centres urbains de l'État d'Oaxaca et dépasse largement la socio-catégorie des fonctionnaires en enseignement.
La grève a mené le 27 juin à la fondation de l'Asamblea Popular de los Pueblos de Oaxaca (ou APPO), réunissant plus de 300 organisations sociales, politiques, urbaines et rurales.
Dans une tentative de reprendre le dialogue avec cette nouvelle instance, le gouverneur Ulises Ruiz a nommé Heliodoro Díaz Escárraga (es) le 10 juillet au poste de secrétaire général, au niveau de l'État fédéré.
Courant juillet, les mutins ont organisé une commémoration alternative à celle de la fête traditionnelle de la Guelaguetza (es).
La première revendication des insurgés devient la démission du gouverneur du PRI, dont l'absence de réaction est palpable depuis juin au regard des évènements qui l'adressent directement.[réf. nécessaire]
Il est à noter que le PRI et le Parti de la révolution démocratique (PRD) sont tous deux membres de l'internationale socialiste. Le président actuel est du PAN démocrate chrétien.

### Septembre à novembre: intervention de la police fédérale

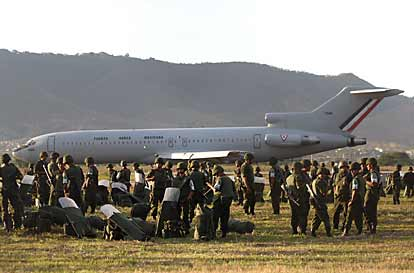
Déploiement de forces militaires mexicaines à l'aéroport proche d'Oaxaca de Juárez.

Les premières activités militaires de l'État fédéral sont observées à l'aube du 30 septembre 2006 sur les côtes de Huatulco et de Salina Cruz, deux villes situées aux bords de l'océan Pacifique. Le même jour, des hélicoptères de la marine survolent l'État d'Oaxaca[réf. nécessaire]. 

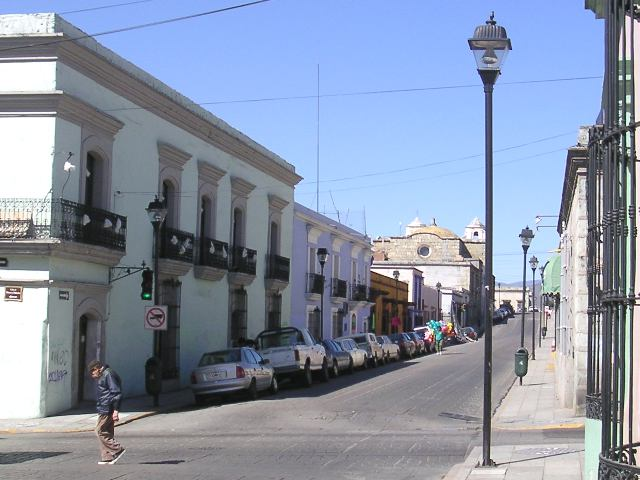
Les rues d'Oaxaca de Juárez en temps normal, capitale de l'État fédéral.

Après plusieurs mois de quasi-ignorance, le gouvernement mexicain intervient sur demande du gouvernement de l'État d'Oaxaca (constitutionnellement il ne peut le faire que sur demande formelle de l'État concerné) et envoie durant le mois d'octobre 2006 les troupes de la Police fédérale préventive (PFP).
Le 27 octobre 2006, le journaliste d'Indymedia militant anarchiste américain, William Bradley Roland (surnommé Brad Will) et au moins un des professeurs parmi les manifestants ont été tués par des hommes armés. Après la mort par balles du militant anarchiste journaliste d'Indymedia, Brad Will, son assassin présumé Juan Manuel Martínez Moreno, qui serait un membre de l'APPO et secrétaire de la régie des sports de la municipalité de Santa Lucia del Camino, est arrêté en octobre 2008.
Une lettre ouverte a été écrite début novembre par des académiciens et des "personnalités", afin d'honorer la mémoire du journaliste Brad Will et d'apporter leur soutien aux "efforts du peuple d'Oaxaca pour mettre en place un gouvernement populaire qui reconnaisse les valeurs et les traditions locales". Les personnalités les plus connues ayant signé cette lettre sont Noam Chomsky, Naomi Klein, Michael Moore, Arundhati Roy, Starhawk et Howard Zinn .
Le gouvernement fédéral, sur demande expresse du gouverneur d'Oaxaca, envoie le 29 octobre les troupes de la PFP détruire les barricades mises en place 150 jours plus tôt et reprendre le contrôle de la ville d'Oaxaca de Juárez. Les membres de l'APPO sont de plus en plus souvent arrêtés par les forces de la PFP et la police locale. Ils doivent peu à peu continuer leurs activités dans la clandestinité.
Ce jour-là, alors que 5,000 policiers restent en dehors de la ville, 3,500 membres de la PFP alliés à 3,000 militaires délogent les manifestants du Zócalo et s'installent dans plusieurs points de la ville. Au moins deux manifestants sont tués pendant la prise de contrôle de la PFP. Roberto López Hernandez, membre de l'Institut pour la Sécurité Sociale, et Jorge Alberto Beltrán, membre de la commission de sureté de l'APPO sont les deux personnes dont la mort a été confirmée ce jour-ci. Radio APPO rapporte que des raids policiers sont effectués dans les logements des membres de l'APPO pendant la première semaine. Le gouvernement fédéral nie ces accusations[réf. nécessaire]. Plusieurs hélicoptères lâchent des gaz lacrymogènes [réf. nécessaire] dans les rues d'Oaxaca afin de disperser les manifestants du centre ville. L'APPO, qui avait établi un campement sur le Zócalo, se retranche alors sur la place Santo Domingo, qui subit des graffitages bien que classée par l'UNESCO.
Après deux semaines de combats, la situation redevient stable, l'APPO déclare qu'il y a eu plusieurs dizaines de personnes tuées par la PFP, le nombre exact de victimes est toujours inconnu. Cependant le conflit ne semble pas terminé selon la tournure des événements et le renforcement de la structure de l'APPO. Les scènes violentes se font petit à petit plus rares, néanmoins Radio APPO rapporte quelques combats dans les rues d'Oaxaca entre les manifestants et les forces fédérales,.
Juste après l'évacuation du Zócalo par la PFP, de nombreux manifestants se sont réfugiés dans l'Université Autonome d'Oaxaca Benito Juárez avec le soutien du recteur de l'université. Étant une université autonome, les forces de police y sont interdites d'entrée, sauf avec l'accord du recteur.
Selon l'APPO et les témoignages vidéos, de nombreuses personnes ont été emprisonnées en général après avoir été saisies et emmenées dans les hélicoptères de la PFP.
Le 5 novembre 2006, les forces de la PFP déclarent avoir 10 blessés dans leurs rangs et détenir une trentaine de manifestants. L'APPO dit qu'il y a eu jusque-là 200 blessés et environ 14 tués parmi les manifestants, l'APPO dément les chiffres donnés par la PFP et dit qu'il y a plus de 60 emprisonnés parmi les manifestants. Ce même jour une manifestation appelée Mégamarcha est organisée par l'APPO dans Oaxaca, les manifestants réitèrent leurs demandes comme le retrait d'Ulises Ruiz du gouvernement. Sont réclamés également pendant cette marche le retrait des forces de la PFP et la libération des prisonniers.
Après une tentative d'intrusion de la PFP dans le secteur de l'université, des milliers de manifestants viennent rejoindre la barricade Cinco Señores, une des dernières en place, et finissent par repousser les forces de l'ordre et finalement les obligent à quitter la zone universitaire. L'APPO a ensuite reçu la permission de diffuser ces informations grâce à la radio universitaire (Radio Universidad), rapidement cette radio devient l'un des outils de diffusion de l'APPO. Certains critiquent le fait que les messages anti-APPO aient été totalement retirés de Radio Universidad après l'arrivée de l'APPO dans l'université
La décision du recteur est critiquée par une grande partie du secteur privé, des organisations politiques et des groupes de presse conservatrice (comme Grupo Formula). En réponse, le recteur déclare à ses détracteurs qu'ils devraient plutôt "respecter les droits des étudiants et de la faculté" et qu'une tentative d'intrusion de la PFP dans l'université n'est pas une solution au conflit
Malgré la présence de la PFP dans la ville, l'APPO continue de développer son organisation en mettant en place un Congrès Constitutionnel afin de discuter le projet d'une nouvelle constitution politique d'Oaxaca. De plus, afin d'élargir ses projets au niveau de l'État d'Oaxaca, l'APPO créa le Conseil d'État de l'APPO (aussi appelé CEAPPO) le 14 novembre 2006. Ce nouveau conseil d'état doit être composé de 260 représentants des différentes régions de l'État d'Oaxaca, dont 40 membres du syndicat des professeurs. La création de ce nouveau conseil est un développement majeur pour l'APPO dans ses recherches de proposition d'alternative politique pour Oaxaca. Le 20 novembre, environ 150 communautés des environs d'Oaxaca se constituent en Assemblée des peuples zapothèque, mixe et chinantèque, cette assemblée élit 24 délégués désignés pour représenter ces communautés au congrès de l'APPO. Ce même jour, l'APPO réprime une marche organisée par plusieurs organisations pour célébrer l'anniversaire de la révolution mexicaine.
Le samedi 25 novembre, l'APPO organise la septième Megamarcha, une autre manifestation maintenant les mêmes revendications. La marche se termine par des conflits assez violents entre certains manifestants et la PFP après que la manifestation s'est approchée du centre-ville et du Zócalo et que les forces de l'ordre ont tiré des balles de caoutchouc et envoyé des bombes lacrymogènes. Des pillages ont eu lieu et des monuments historiques classés ont été tagués et certains incendiés. En réponse, la PFP prend le contrôle de l'un des campements de l'APPO situé sur la place Santo Domingo et arrête 160 personnes. L'APPO dit avoir de nombreux membres hospitalisés et déclare le décès de trois manifestants,. Ce samedi et le jour suivant, des véhicules ainsi que plusieurs édifices gouvernementaux sont incendiés par des manifestants et pillés par des éléments incontrôlés[réf. nécessaire].
Le lundi 27 novembre, le nouvel interlocuteur gouvernemental, Ardelio Vargas, qui est le chef de la police fédérale, déclare que les autorités fédérales ne montreront plus de tolérance face aux désordres liés aux manifestations de l'APPO en ville, que ce soit dans le centre ou à l'université. Des leaders de l'APPO sont arrêtés et des bureaux de l'organisation populaire perquisitionnés. Après ces confrontations, l'APPO se rassemble ensuite sur le campus de l'Université. Ardelio Vargas déclare alors qu'il n'y aura pas de violation de l'autonomie de l'université. Le 29 novembre, l'APPO retire la dernière barricade, celle de Cinco señores, qui protégeait le campus. Les leaders de l'APPO dénoncent les mesures répressives des forces de la PFP, ils sont désormais obligés de se cacher La police est aussi accusée d'arrestations de professeurs, de mauvais traitements des prisonniers et d'arrestations arbitraires,. 

### Décembre: arrestations

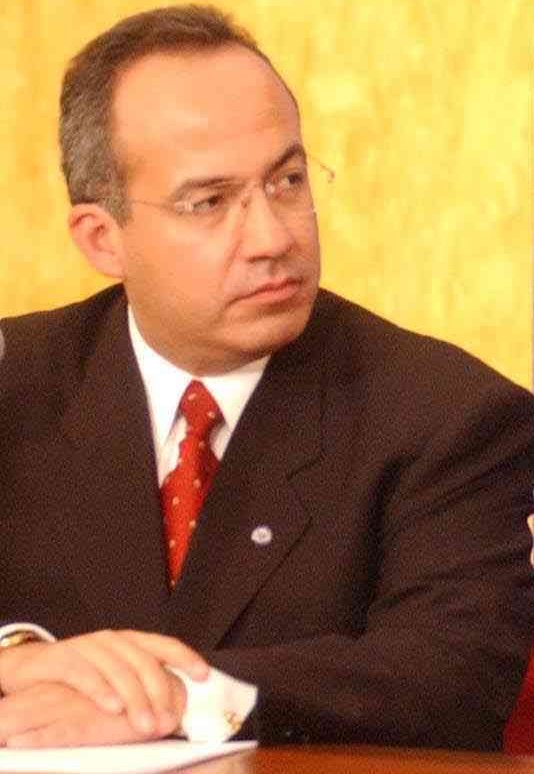
Prise de fonctions de M. Felipe Calderón, nouveau président du Mexique.

La situation liée à la prise de fonctions le 1er décembre du nouveau président promet d'être tendue, les électeurs d'Oaxaca (19) ayant voté pour le parti adverse lors de l’élection présidentielle.
Le lundi 4 décembre, un leader symbolique de l'APPO Flavio Sosa déclare dans une conférence de presse à Mexico qu'il vient dans la capitale du Mexique afin de négocier une solution pacifiste pour mettre un terme au conflit. Quelques heures après, il est arrêté par la police d'Oaxaca l'accusant d'être lié aux vandalismes et aux dégâts causés aux monuments classés perpétrés en ville pendant le conflit des derniers jours, la police l'accuse aussi d'être lié à des détentions irrégulières commises par des manifestants. Horacio Sosa, le frère de Flavio Sosa ainsi que deux autres personnes sont aussi arrêtés pour des raisons non spécifiées par la police. 
Après son arrestation, Gerardo Fernandez Noroña, le porte-parole du Parti de la révolution démocratique (PRD) révèle que Flavio Sosa est membre du Conseil national du parti, et donc que le PRD assumera la défense de Flavio Sosa, selon les principes du parti.
L'APPO a appelé via son site internet à une journée de solidarité mondiale le 22 décembre 2006, relayé par l'EZLN ; la mobilisation a eu lieu à diverses échelles simultanément dans vingt villes du monde, notamment à Athènes, Barcelone, Berlin, Bruxelles, Buenos Aires, Lisbonne, Miami, Montréal, New York, Paris, Rio de Janeiro, Rome, Sao Paulo, Vancouver.[Information douteuse]
La répression et la peur de l'arrestation désorganisent le mouvement populaire et ne lui permettent plus que des manifestations sporadiques qui reprennent toutefois de l'ampleur après le départ des forces spéciales fédérales de la PFP qui occupent le centre-ville jusqu'en début 2007. En 2008, il reste encore des prisonniers de l'APPO, dont certains en régime d'isolement. Le mouvement s'est divisé sur les enjeux électoraux de l'année 2007 à Oaxaca (parlement local et élections municipales), certaines organisations marxistes-léninistes (le Front populaire révolutionnaire, FPR, entre autres) prônant la participation de l'APPO à ces élections, alors que les jeunes libertaires, qui ont trouvé des forces et de l'influence souvent comme « délégués de barricades », rejoignent les organisations indigènes se réclamant de Ricardo Flores Magon, révolutionnaire anarchiste mexicain originaire d'Oaxaca, dans leur refus de compromettre le mouvement social dans le jeu politique institutionnel. À partir de février 2007, ces jeunes libertaires constituent un « espace politique » appelé Voix d'Oaxaca construisant l'autonomie et la liberté (VOCAL). En juillet 2007, le Parti révolutionnaire institutionnel remporte seul les élections au parlement d'Oaxaca, devant une abstention qui atteint des taux records, approchant les 70 %. En 2008, toujours en butte à la répression, l'APPO tente de se réorganiser et de surmonter ses divisions.